# Manuel Berná García
Manuel Berná García  fue un compositor y director de orquesta y banda valenciano.

## Biografía
Se inició en la música en las filas de la banda de música Unión Musical La Aurora de Albatera. Posteriormente, estudió dirección de orquesta, composición y teoría de la música; uno de sus profesores fue Román de San José, autor del Turuta, la música del Carnaval de Villanueva y Geltrú. En noviembre de 1947 se convirtió en Teniente-Director de la banda del regimiento de infantería Sevilla núm. 40, de Cartagena, cargo que conservaría hasta 1954. Simultáneamente, fue director de la banda de la Sociedad Musical La Alianza de Muchamiel (1946-1947) y de la Orquesta Sinfónica de Cartagena en el período 1949-1951. Posteriormente dirigiría la banda del Barco-Escuela Juan Sebastián Elcano, sería capitán y primer director de la banda del Tercio Duque de Alba de la Legión, en Ceuta, dirigiría la Orquesta Sinfónica de Ceuta, la banda de música de la Agrupación de Infantería San Quintin de Valladolid, la Orquesta Sinfónica Vallisoletana y la Orquesta Clásica de Valladolid . Terminó su carrera militar con el cargo de comandante en Jefe de la Sección de Música y Bandas del Ministerio del Ejército.
Fue director invitado de gran número de formaciones, como las bandas de la Unión Musical de Llíria, del Centro Artístico Musical de Bétera, la Municipal de Madrid, y la Orquesta Sinfónica de Baden-Baden. Fue cofundador del concurso de villancicos IES Las Espeñetas de Orihuela, y fue miembro del jurado de entonces adelante (duodécima edición, 2006). También presidió el Concurso Nacional de Marchas Procesionales Ciudad de Orihuela .
Su producción como compositor tocó varios registros: bailables en los años 60, habaneras, marchas de Semana Santa y de Moros y cristianos, pasodobles y música militar para banda.
Albatera le concedió la Medalla de Oro del pueblo en 1979), le dedicó una calle y la Escuela de música del pueblo, y la hizo Cofrade de Honor de la Semana Santa de Albatera (2004). Otras distinciones que recibió fueron la Cruz de Primera Clase del Mérito Militar, Cruz Blanca de África, y la Placa, Encomienda y Cruz de la Orden de San Hermenegildo. Era Miembro de Honor del Instituto de Estudios Alicantinos .

## Obras
- A un pájaro muerto, poema sinfónico para arpa y voz
- Alegre juventud (1974), canción con letra de Felisa Merchán
- Amigo Ángel
- Así canto yo (1970), canción con letra de Francisco Almagro
- Azogue (1954), zarzuela
- Bagatelas
- Bodas de plata
- Cabo Roig, barcarola
- Cuarteto para clarinetas
- Cuarteto para metal
- En busca de la verdad (1973), letra de F.Merchán
- En el molino
- Estructure en Zarda
- Federación 1968-1993
- Las gestas legionarias, poema sinfónico
- Ha legado el Belén
- Himno a la Armengola, con letra de Joaquín Más Nieves
- Himno en el Orihuela CF
- Himno en el pueblo de San Isidro
- Himno de Albatera (1982)[4]
- Himno de la ciudad de Valladolid
- Himno-Marcha en SS Juan Pablo II (1995)[5]
- Himno-Marcha de la Hermandad Legionaria
- Himno oficial de los Ingenieros Industriales de Alicante
- Himno oficial de Sanidad Militar
- Improntu
- Intentos para quinteto de viento
- Debes saberlo: slow (1960), con letra de C.Lucas
- Lucentum (1998)
- Marcha paracaidista
- Misa en Santiago Apóstol
- Misa legionaria (1970)
- El Miserere, poema sinfónica para orquesta y corazón, inspirado en la leyenda de Gustavo Adolfo Bécquer
- Molinera a ti molino: fox-swing (1964), letra de M.Berná
- Mujeres (1961), paso-doble con letra de M.Berná
- Niño Divino
- Nostalgia, para trompa y piano
- El novio de la muerte
- Oda en San Pascual, para voz y órgano
- ¡Ojito al ballet!: bolero (1960), letra de música y música de Mabegar
- Periodista Hipólito
- Polka-divertimento para trompetas
- ¡Qué guapas son!: fox (1965), con letra de P.Sánchez
- Relevo
- Réquiem
- Rondó capricho
- Sabor a café (1970), mambo con letra de Luis Palomar
- Sexteto para saxofones
- Suite de concierto
- Temblando estaba de frío
- El torero más valiente, sobre un poema de Miguel Hernández
- Tres piezas breves, para quinteto de viento metal
- Tres preludios alicantinos, apertura
- Valenciana cañí (1964)

### Para banda
- Abencerrajes (1946), marcha mora
- Caballeros del rey Fernando (2001), marcha cristiana
- Fin de milenio (1999), apertura
- Homenaje a Miguel Hernández, poema sinfónico
- Imágenes (1974), suite dedicada a Francisco Salzillo, Premio Maestro Villa . En cuatro partes: El Ángel, La Dolorosa, Los Azotes, San Juan
- Mironianas . Obra de interpretación obligada en la sección 3a. del Concurso Internacional de Bandas de Música "Ciudad de Valencia" de 1992
- Moros Aljau, marcha mora
- Río abajo: poema sinfónico auroro Obra de interpretación obligatoria en la sección primera del XXXI Certamen Provincial de Bandas de Música, de 2002
- Sinfonía primaveral
- Suite sinfónica, premio de composición Maestro Serrano . Obra de interpretación obligada en la sección especial A del Concurso Internacional de Bandas de Música Ciudad de Valencia de 1983
- Tres grandes amores . Comprende: La familia, El mar, Mi Albatera
- Pasodobles: Albatera (1942), Albatereando (2002, con letra de María Pilar Puente Rego), Daniel el Horchatero ( Música y partitura ), Españoleando, José Marín Guerrero (2003), Malagueñas y verdiales, Manolo Piné, Manuel Cascales, Mutxamel (1946)
- Marchas de procesión : Amor de los amores (1980), El Buen Maestro (1946, dedicada a su padre), Cristo del Amor (1980),[6] complejidad, posteriormente el mismo compositor hizo otra composición con el mismo título), Procesión del Sepulcro (1996), La Santa Cena (1994)

### Para coro
- Aquel instante (1976), habanera para coro con letra de Ricardo Fernández de Latorre. Primer premio del XXII Certamen nacional de Havaneras de Torrevieja
- Ecclesiam, para coro
- Eras de la Sal, habanera para coro con letra de Enrique Muñoz i José Berná Quinto
- Éxodo y renacer (1993), para coro y banda
- Homenaje a Ginés Pérez (2002), para coro, con letra de María Teresa Pertusa
- La playa, habanera para coro (Partitura y Archivos MIDI)

## Archivos de voz
alt=Altaveu|18x18px|Altavoz</img> El Buen Maestro por la banda de música Villa de Fuente Álamo Archivado el 28 de septiembre de 2007 en Wayback Machine. Arxivat   </br>alt=Altaveu|18x18px|Altavoz</img> Cristo del amor, por la Banda de Música de Sevilla</br>alt=Altaveu|18x18px|Altavoz</img> Himno de Albatera Uso incorrecto de la plantilla enlace roto (enlace roto disponible en Internet Archive; véase el historial, la primera versión y la última).

## Enlaces
- Resumen biográfico
- Marchas de Semana Santa
- Biografía
- Biografía y lista de obras (enlace roto disponible en Internet Archive; véase el historial, la primera versión y la última).